# Vachtang IV
Vachtang IV (Georgisch: ვახტანგ IV) (ca. 1413 - december 1446), uit het huis Bagrationi, was koning van Georgië van 1442 tot aan zijn dood .
Vachtang was de oudste zoon van Alexander I van Georgië en zijn vrouw Dulanducht. Hij was medeheerser met zijn vader vanaf 1433. Toen Alexander I troonsafstand deed in 1422 volgde Vachtang hem op en werden zijn broers -Demetre en Giorgi- medekoningen die zich erg rivaliserend opstelden. Het werd het begin van een heftige en uitgebreide strijd om de machtsstrijd in Georgië die uiteindelijk eindigde met de scheuring en deling van het Georgische Koninkrijk.

## Huwelijk en kinderen
In 1442 huwde Vachtang met Sitichatun, dochter van prins Zaza Ik Panaskerteli, maar ze stierven beiden zonder nakomelingen.